# Androsace mucronifolia
Androsace mucronifolia là một loài thực vật có hoa trong họ Anh thảo. Loài này được Watt mô tả khoa học đầu tiên năm 1884.

## Hình ảnh

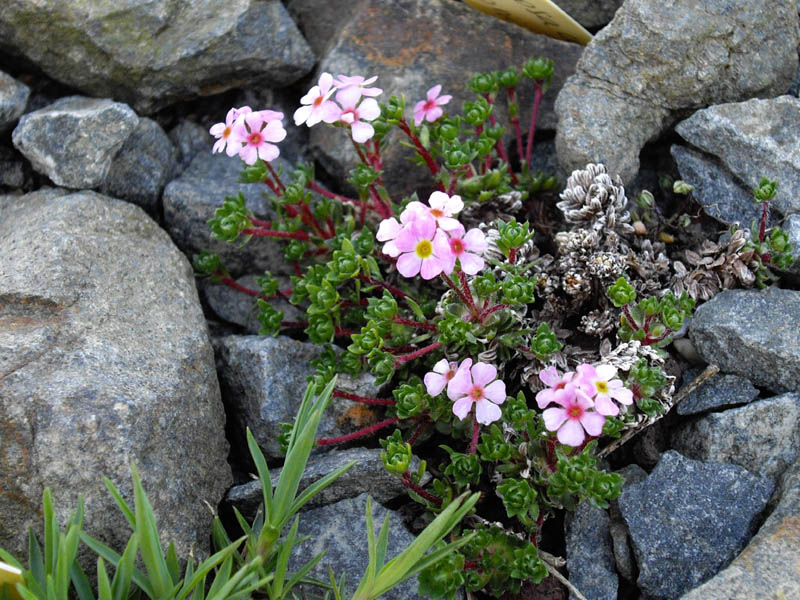
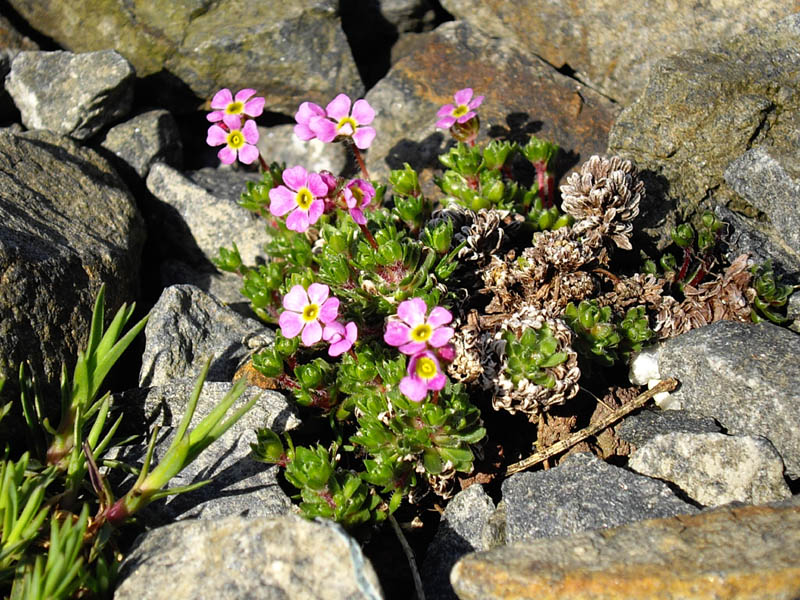